# Carl Martin Eggesbø
Carl Martin Eggesbø, född 1995, är en norsk skådespelare. Han spelar rollen som Eskild Tryggvasson i dramaserien SKAM, som sänds på NRK. Han går (2016) på Kunsthøgskolen i Oslo.